# Gobernador regional de Atacama
El gobernador de la Región de Atacama es la autoridad elegida por voto popular mediante sufragio universal para ejercer el gobierno de la Región de Atacama, Chile, como su representante natural e inmediato en dicho territorio. Además participa en la administración de la región, como órgano que integra el Gobierno Regional de Atacama.

## Historia
Una reforma constitucional del año 2017 dispuso la elección popular del órgano ejecutivo del gobierno regional, creando el cargo de gobernador regional y estableciendo una delegación presidencial regional, a cargo de un delegado presidencial regional, el cual representa al poder ejecutivo y supervisa las regiones en conjunto a los delegados presidenciales provinciales. Tras las primeras elecciones regionales en 2021 y desde el 14 de julio de 2021, fecha en que asumieron sus funciones los gobernadores regionales electos, el cargo de intendente desaparece.

## Atribuciones y competencias
Entre las labores que cumple el gobernador regional, se encuentran las siguientes:
- Asumir como Jefe de Servicio del Gobierno Regional (siendo representante judicial, nombramiento de funcionarios, etc).
- Tener competencias normativas, siendo la más relevante la de solicitar al Gobierno Central que le transfiera competencias radicadas en ministerios y servicios públicos, a su Gobierno Regional.
- Tener las atribuciones para planificar, como la política regional de desarrollo o el plan regional de ordenamiento territorial; otra labor de la que se hace cargo es la del presupuesto regional.
- Coordinar, supervigilar y fiscalizar a los servicios públicos que dependan o se relacionen con el Gobierno Regional.

## Gobernadores de la Región de Atacama
| N°. | Gobernador(a) | Gobernador(a)        | Partido | Partido | Inicio              | Final       |
| --- | ------------- | -------------------- | ------- | ------- | ------------------- | ----------- |
| 1.º |               | Miguel Vargas Correa |         | Ind.    | 14 de julio de 2021 | en el cargo |